# Historiometrie

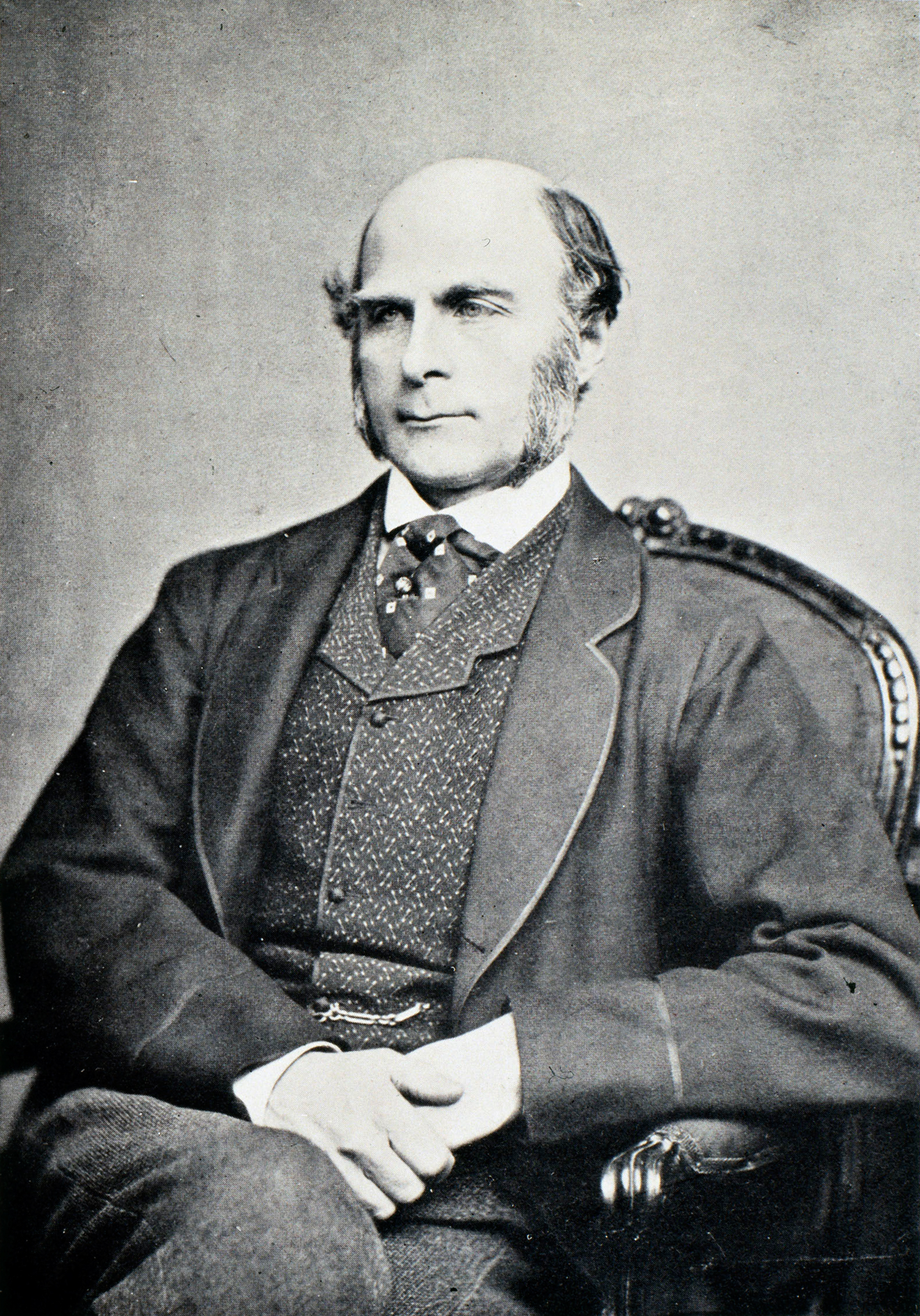
Francis Galton, jeden z pionýrů historiometrie

Historiometrie zkoumá kreativitu, její příčiny a kontexty v dějinách kultury a v biografii géniů, s využitím statistických metod. Ústředním tématem historiometrie jsou vývoj talentu a individuální i společenské předpoklady tvořivosti.

## Vznik
První historiometrickou studií byla práce belgického matematika Adolpha Queteleta o vztahu mezi věkem a tvůrčími výkony velkých anglických a francouzských dramatiků. Skutečnou popularitu oboru však zajistil Francis Galton svou studií o dědičnosti geniality z roku 1869. Počátkem 20. století ji rozvíjel Frederick Adam Woods, který zavedl i termín historiometrie.

## Současný výzkum
Předními současnými historiometriky jsou Dean Keith Simonton a Charles Murray. Simonton definuje historiometrii jako kvantitativní metodu statistické analýzy retrospektivních dat. Historiometrie hledá transhistoricky invariantní zákonitosti tvořivosti a vůdcovství, která jsou platná napříč různými epochami a kulturami. Simonton zformuloval deset takových zákonitostí, které vyplynuly z dějinných dat.
Murray v knize Human Accomplishment zkoumal 4000 největších světových osobností věd, umění a filozofie v uplynulých 3000 letech. Seřadil je podle množství pozornosti, která jim je věnována v pramenech (například nejcitovanějším biologem je Darwin, matematikem Euler, výtvarníkem Michelangelo, filozofem Aristoteles, fyziky Newton a Einstein, hudebníky Mozart a Beethoven). Murray analyzoval typ společnosti, která je pro tvořivost příznivá.